# Doraemon i el petit dinosaure
Doraemon i el petit dinosaure (en japonès, 映画ドラえもん のび太の恐竜2006 [Gejikōban Doraemon Nobita no Kyōryū 2006]; literalment, Doraemon, la pel·lícula: El dinosaure de Nobita 2006) és una pel·lícula japonesa basada en la sèrie de /manga Doraemon, de Fujiko F. Fujio, i es va estrenar al Japó el 2006, recaptant 3.280 milions de iens. La pel·lícula es va doblar al català.

## Argument
En Nobita, juntament amb els seus amics, es troba a casa d'en Suneo, qui els ensenya el fòssil d'una arpa de dinosaure. En Nobita, enfadat que en Suneo tingui aquesta barra, proposa a tots trobar un fòssil sencer de dinosaure ell mateix. Així que comença a llegir llibres, i a cercar les zones on pogués haver-hi fòssils. Increïblement, troba alguna cosa semblant a l'ou d'un dinosaure, i és el que resulta ser quan en Nobita el tapa amb el mocador del temps. Quan neix el dinosaure de l'ou, en Nobita decideix cuidar-lo, i a més, l'anomena Pisuke. Durant uns mesos l'amaga a la seva habitació, però serà una tasca difícil, ja que a part de prometre indegudament menjar-se uns espaguetis pel nas, un caçador de dinosaures del segle XXII, voldran comprar en Pisuke a qualsevol preu, i no es donaran per vençuts fàcilment. Els 5 amics viatjaran al període cretàcic, amb en Pisuke. Tot es complica quan a més del caçador, es trenca la màquina del temps, i els 6 han de viatjar al calaix de l'escriptori de Nobita d'aquella època per tornar al seu temps actual. Pel camí, els succeiran un munt d'aventures.

## Producció
La pel·lícula és una reedició del llargmetratge Doraemon: Nobita no Kyōryū (1980) i està basada en el còmic Nobita no Kyōryū (1980), de Fujiko F. Fujio, el primer de la subserie Dai Chōhen Doraemon. La productora és la Shin-Ei Animation Co., Ltd..

### Diferències amb la pel·lícula de 1980
- Els 5 van arribar al Japó sense l'ajuda de la patrulla del temps.
- En Pisuke és d'un color més ataronjat, i en l'antiga versió era més marró.
- L'aspecte dels personatges i la base secreta dels caçadors de dinosaures.

## Música
- "Hagushichao" | ハグしちゃお de Natsukawa Rimi (Tema Inicial)
- "Boku Nōto" | ボクノート de Sukima Switch (Tema Final)